# Jaroslav Benda (sochař)
Jaroslav Benda (19. února 1913 Sušice – 2. července 1942 Tábor) byl český sochař, kameník a protinacistický odbojář.

## Životopis
Jaroslav Benda se narodil 19. února 1913 v Sušici. V letech 1929 až 1933 se vyučil kamenosochařem v Praze u akademického sochaře Jiřího Ducháčka a následně se usadil v Českých Budějovicích. Otevřel si zde dílnu nedaleko městského hřbitova. Na hřbitově se nachází několik soukromých náhrobků s Bendovou značkou.
Byl vášnivý tremp a často se scházel s jihočeskými komunisty. Začátkem října 1938 byl zatčen za to, že před kasárnami na Pražské silnici rozdával letáky kritizující přijetí Mnichovského diktátu. Ve vězení byl držen několik dní.
Později se zapojil do budování ilegální sítě jihočeských komunistů a shromažďování zbraní, které ukrýval přímo ve své dílně. Při začátku německé okupace Československa se stal členem krajského vedení strany. S ilegální činností mu pomáhala partnerka Marie Krausová, se kterou vychovával jejího syna, a sestra Božena.
V květnu 1940 byli kvůli udání z poslouchání cizího rozhlasu a po několika měsících byli propuštěni. Nadále zůstali pod dohledem gestapa. Postupně se tajná policie dostala do ústředního vedení KSČ a do jejich krajských struktur.

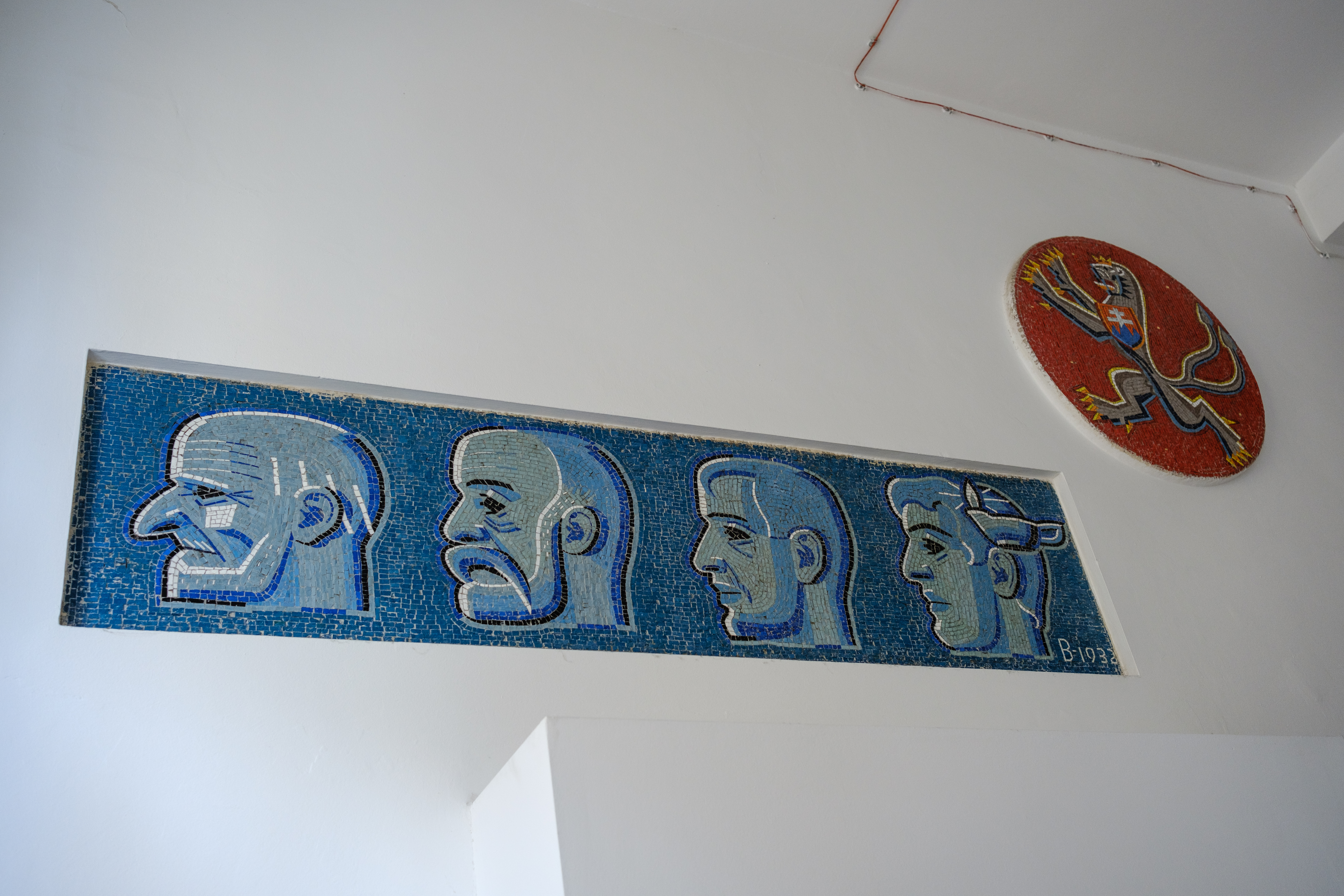
Klementinum, mozaika podle návrhu Jaroslava Bendy (1932) v prostorách bývalého sídla Státní technické knihovny.

Jaroslav Benda s Marií Krausovou včas uprchl. Předtím stihl přemístit ukrývané zbraně, které později nenašlo gestapo ani české poválečné orgány. Společně se ukrývali v Praze a v Sušici u příbuzných, Kvůli heydrichiádě museli odcestovat do Mnichova, kde žili a pracovali pod falešnými doklady pracovali jako údržbář a kuchařka. Svého syna ale musela Marie Krausová nechat v Čechách u své matky v Kněžských Dvorech. Sestřenice Marie Krausové, Anna Midlilová, si všimla, že Krausová poslala svému synu z Mnichova kabát. Po atentátu na Reinharda Heydricha pojala podezření, že popis jednoho z pachatelů sedí na Jaroslava Bendu. Své poznatky ohlásila gestapu. Tajná policie věděla, že Benda atentát nespáchal, přesto pro něj a jeho manželku do Německa dojela a zde je zatkli i všechny ostatní co s ním měli něco společného.
Jaroslav Benda s Marií Krausovou byli dopraveni do Českých Budějovic. Zde byli mučeni a vyslýcháni. Dne 2. července 1942 byl Jaroslav Benda, Božena Bendová, Marie Krausová a dalších jejich 11 spolupracovníků a příbuzných popraveno zastřelením v Táboře. Těla byla zpopelněna ve zdejším krematoriu. Jejich popel byl vysypán kolem silnice, nebo vysypán do jednoho rybníku na Třeboňsku.
Anna Kutheilová dostala za udaní zaplaceno. V udávání nadále pokračovala během války. Rovněž udržovala milostný vztah s dvěma gestapáky. Po válce vyšla její činnost najevo a Kutheilová byla popravena oběšením.